# Sua Alteza Sultânica
Sua Alteza Sultânica (SAS), em inglês:  His Sultanic Highness (HSH), em castelhano:  Su Alteza Sultánica (SAS), em francês:  Son Altesse Sultanica (SAS), em italiano:  Sua Altezza Sultanica (SAS)  foi um tratamento usado pela família sultânica do Egito desde 1914 até 1922.

## História
Em 1914, como resultado da declaração de guerra contra o Império Otomano, do qual o Egito era nominalmente uma parte, o Reino Unido declarou um protetorado sobre o território e depôs o quediva egípcio, substituindo-o por um membro da família do mesmo que foi feito sultão do Egito pelo governo britânico.
Apenas sete pessoas usaram esse tratamento, foram eles: Isma'il Fuad, Fawkia Fuad, Faruk I, Fawzia Fuad, Faiza Fuad, Faika Fuad e Fathiya Fuad.
Com a Revolução Egípcia de 1919, a saída dos britânicos do Egito e a proclamação do Reino do Egito em 1922, o país foi reconhecido pela antiga potência protetora como nação soberana. O sultão Fuad I que era Sua Alteza é feito rei do Egito, seus descendentes antes Suas Altezas Sultânicas, se transformaram naquele ano em Suas Altezas Reais, os príncipes e princesas do Egito.